# Krasni (Kamtxatka)
Krasni (en rus: Красный) és un poble (un possiólok) del krai de Kamtxatka, a Rússia, que el 2020 tenia 891 habitants. Pertany al districte de Iélizovo.